# Midtown Madness
Midtown Madness – komputerowa gra wyścigowa, wyprodukowana przez studio Angel Studios i wydana przez Microsoft. Jej wersja demonstracyjna została udostępniona do pobrania 1 maja 1999 roku, zaś pełną wersję wydano 27 maja. Jej kontynuacja, Midtown Madness 2, została wydana w kwietniu 2000 roku, a ostatnia część serii, Midtown Madness 3, ukazała się w czerwcu 2002 roku na platformie Xbox. Akcja Midtown Madness rozgrywa się w Chicago. Celem gry jest zwyciężanie w nielegalnych wyścigach miejskich i zdobywanie nowych pojazdów.
W przeciwieństwie do ówczesnych gier wyścigowych, które ograniczały manewry gracza do toru wyścigowego, Midtown Madness oferowała wolną eksplorację Chicago. Ten element gry został opisany przez Microsoft jako „niespotykany wcześniej stopień wolności podróżowania po wirtualnym mieście”. W rzeczywistości podobne rozwiązanie pojawiło się wcześniej w grach Vette! i Test Drive III. Gracze mogą zwiedzać miasto w jednym z kilku trybów, zmieniać pogodę i natężenie ruchu przed każdym wyścigiem. Midtown Madness obsługuje wyścigi wieloosobowe poprzez sieć lokalną lub Internet. Gra zebrała pozytywne oceny wśród portali o grach; recenzenci chwalili głównie rozgrywkę i odwzorowanie miasta, czasem zaś krytykowali błędy techniczne.

## Rozgrywka
Midtown Madness oferuje cztery tryby gry jednoosobowej: Blitz, Circuit, Checkpoint i Cruise. W trybie Blitz gracz musi na czas dotrzeć do wyznaczonego celu; w trybie Circuit należy wygrać z przeciwnikami w wyścigu; tryb Checkpoint jest podobny do Blitz, z tym że w dotarciu do celu przeszkadzają wozy policyjne; w trybie Cruise gracz po prostu zwiedza miasto. Gracze mogą wybierać spośród dziesięciu pojazdów, choć na początku gry jest dostępnych tylko pięć z nich. Aby odblokować pozostałe, gracz musi wygrać odpowiednią liczbę wyścigów. Gracz przy wyborze wyścigu może ustawić porę dnia i pogodę, która wpływa na zachowanie pojazdu, ale tylko wtedy, gdy dany wyścig został wcześniej zaliczony. Tryb Checkpoint umożliwia ponadto ustawienie natężenia ruchu, liczby wozów policyjnych i przechodniów.
Wirtualne miasto jest wzorowane na Chicago i zawiera takie obiekty jak Chicago „L”, Willis Tower, Wrigley Field czy Soldier Field. Na ulicach jest wiele obiektów, które gracz może strącić, na przykład kosze na śmieci, parkometry, skrzynki pocztowe i lampy uliczne. W trybie Checkpoint ruch uliczny jest regulowany przez sygnalizację świetlną, jednak gracz nie musi przestrzegać zasad ruchu.
Midtown Madness obsługuje grę wieloosobową poprzez sieć lokalną, Internet oraz połączenie z użyciem kabla szeregowego. Tryb gry wieloosobowej był początkowo obsługiwany przez platformę Microsoftu, MSN Gaming Zone, jednak usługa ta została wyłączona 19 czerwca 2006 roku. Tryb ten jest nadal obsługiwany przez serwisy takie jak GameSpy Arcade i Xfire, poprzez DirectPlay. Gra wieloosobowa zawiera także tryb Cops and Robbers. Gracze są w nim podzieleni na dwie drużyny – każda z nich musi ukraść złoto przeciwnej stronie i przewieźć je do własnej kryjówki.

## Tworzenie
Midtown Madness była pierwszą grą wyprodukowaną na komputery osobiste przez Angel Studios (obecnie Rockstar San Diego, część studia Rockstar Games). Jej nazwą Microsoft nawiązywał do uprzednio wydanych gier: Motocross Madness i Monster Truck Madness. Według kierownika projektu Clinta Keitha, koncepcję gry wymyślili dwaj pracownicy Microsoftu po tym, jak próbowali przejść przez ruchliwą paryską ulicę. Zaproponowali swój pomysł Angel Studios, które próbowało sprzedać Microsoftowi trójwymiarowy symulator pojazdu. W Angel Studios początkowo zastanawiano się, czy przyjąć ofertę koncernu, ze względu na teoretyczną niewykonalność zlecenia. Po wyrażeniu zgody studio wybrało Chicago jako scenerię, ponieważ w mieście tym filmowcy kręcili wiele spektakularnych scen pościgów, takich jak w filmie Blues Brothers. Dla pewności, że wybrano odpowiednie miasto, zatrudniono niektórych mieszkańców Chicago do testowania gry. Pismo „PC Gamer” poinformowało, iż producent zastosował kompromis w kwestii realizmu odwzorowania miasta: zmieniono położenie niektórych obiektów w celu zwiększenia atrakcyjności gry.
Angel Studios i Microsoft zamieściły w grze, oprócz często pojawiających się w grach samochodowych, „wyeksploatowanych włoskich samochodów sportowych”, także pojazdy codziennego użytku. Twórcy musieli uzyskać zezwolenia od producentów samochodów na ich wykorzystanie w grze. Dlatego też wydawca uzyskał licencję od Volkswagena na model New Beetle, a od Forda – na Mustanga i model F-350. Decyzja, by udostępnić graczowi na początku gry tylko połowę samochodów, była uzasadniana chęcią szerzenia przez twórców „ducha rywalizacji”. Microsoft ponadto nie pozwolił producentowi dać graczom możliwości przejeżdżania przechodniów. Stworzone więc zostały trójwymiarowe modele przechodniów, zdolne do unikania kontaktu z pojazdem gracza. Angel Studios umożliwiło usunięcie tych postaci w ustawieniach graficznych, gdyż nie wpływały one na rozgrywkę, natomiast ich renderowanie, na ówczesnych komputerach, mogło spowodować spadek wydajności, gdy na ekranie pojawiało się zbyt wiele przechodniów. W związku z tym gra nie wymaga akceleratora 3D.
Wersja demonstracyjna została udostępniona do pobrania 1 maja 1999 roku. Zawierała trzy pojazdy (Ford Mustang, Panoz Roadster AIV i miejski autobus) oraz wszystkie cztery tryby rozgrywki jednoosobowej. W grudniu 1999 roku Angel Studios poinformowało o planach stworzenia edytora wyścigów dla graczy. Po ukończeniu gra została wydana 27 maja 1999 roku. W Polsce ukazała się 15 września tego samego roku, w dystrybucji spółki A.P.N. Promise.
Midtown Madness wyróżniała się wśród ówczesnych gier wyścigowych w stylu Need for Speed możliwością swobodnego poruszania się po stworzonym przez programistów świecie. Clint Keith stwierdził w wywiadzie dla IGN, że pomysł na taką konstrukcję gry miał uczynić rozgrywkę bardziej zróżnicowaną i pozwolić na wykorzystanie skrótów, dzięki którym gracz mógł dotrzeć szybciej do mety. Tę cechę gry Microsoft określił jako „niespotykany wcześniej stopień wolności podróżowania po wirtualnym mieście”. Jednak możliwość dowolnego podróżowania po wirtualnej przestrzeni oferowała już gra Test Drive III, a swobodną jazdę po mieście umożliwiała jeszcze starsza gra Vette!. Gary Whitta z „PC Gamera” opisał grę jako „otwarte wyścigi”, które można zaliczać na różne sposoby mimo obecności punktów kontrolnych.

## Odbiór gry
Recenzje gry były pozytywne. Chwalono odwzorowanie Chicago w grze, mimo że niektóre fragmenty miasta zostały uproszczone. Szczególne pochwały Midtown Madness zebrała za realistyczne odwzorowanie ruchu ulicznego z przechodniami, przelatującymi nad miastem samolotami i licznymi sterowanymi przez komputer samochodami, których wirtualni kierowcy starają się przestrzegać zasad ruchu ulicznego. Recenzenci zauważyli ponadto, że każdy kierowany przez gracza pojazd inaczej się prowadzi i ma zupełnie inną wytrzymałość na uderzenia.
Sam model jazdy był różnie oceniany: Benjamin E. Sones z pisma „Computer Games Magazine” uznał go za „przeciętny” i rażący sztucznością, gdyż łatwo można w grze stracić kontrolę nad pojazdem. Z kolei Kim Randell z pisma „Computer and Video Games” był zachwycony łatwością prowadzenia pojazdu i wykonywania gwałtownych skrętów. Natomiast Chi Kong Lui z portalu GameCritics uznał model jazdy za „dobrą równowagę pomiędzy realizmem a zręcznościową zabawą”. Odmienne były także oceny sztucznej inteligencji komputerowych przeciwników. Chris Couper z portalu Allgame chwalił komputerowych rywali za agresywną jazdę i poszukiwanie skrótów do mety. Natomiast negatywnie oceniano zachowanie policji: Steve Hill z pisma „PC Zone” pisał, że pościg radiowozów można łatwo zgubić, Tal Blevins z IGN skarżył się na fakt, że wozy policyjne gonią wyłącznie pojazd gracza, nie zaś także jego konkurentów, a publicysta „Computer Games Magazine” zarzucał komputerowej policji skłonność do oszustw i łamania zasad ruchu drogowego.
Pozytywnie oceniono oprawę graficzną, zwłaszcza odwzorowanie warunków pogodowych takich jak pora dnia czy opady atmosferyczne. Jednak pojawiły się także głosy krytyki: Chris Couper jako wadę uznał fakt, iż drzewa stanowią niezniszczalną przeszkodę nawet dla autobusu, a Greg Kasavin z portalu GameSpot skrytykował kiepską optymalizację gry. Obaj recenzenci negatywnie ocenili uproszczony wygląd pojazdów sterowanych przez komputer. Z aprobatą spotkała się również oprawa dźwiękowa, a także możliwość stworzenia własnej ścieżki muzycznej.
Midtown Madness była chwalona za grywalność i opcje gry wieloosobowej. Jonathan Nash z brytyjskiego „PC Gamera” zachwycił się grą mimo deklarowanej niechęci do komputerowych wyścigów, a Tal Blevins nazwał ją „najbardziej uzależniającą grą”, w jaką kiedykolwiek grał i przyznał jej rekomendację serwisu IGN. Niektórzy publicyści przyrównywali ją do ocenzurowanego Carmageddona.